# Битва при Алії
Битва при Алії (18 липня 390 або 387 р. до н. е.) — битва між Римською республікою та сенонами, одним з галльських племен, які вторглися в Північну Італію. Загальноприйнятою датою битви є 390 р. до н. е., що спирається на опис бою римським істориком Титом Лівієм та Варронську хронологію — римську систему датування. Давньогрецький історик Полібій, який використовував грецьку систему датувань, одержав дату 387 р. до н. е. Плутарх пише, що бій відбувся «відразу після літнього сонцестояння, коли місяць був майже повним, трохи більше трьохсот шістдесяти років від заснування Риму», тобто незабаром після 393 р. до н. е. Тацит заявляв, що битва відбулася за 15 днів до Календанів серпня, тобто 18 липня.

## Причини
Розселення галлів по Італії почалося з північних областей. Пізніше ця римська провінція називалася Цизальпійська Галлія. Спочатку галльського нашестя зазнали етруски. Після цього галли пішли на Рим і римляни зазнали однієї з найбільших поразок в битві при Аллії. Спасителем Риму й інших італійських племен від галлів став Марк Фурій Камілл.
Сенони були одним з різних галльських племен, які нещодавно вторглися в північну Італію. Вони влаштувалися на узбережжі Адріатики, де знаходиться сучасний Ріміні. Згідно з Лівієм, їх викликав в етруське місто Клузій (сучасне К'юзі, Тоскана) Арунс, впливовий молодий чоловік, який хотів помститися Лукумові, який «розбестив свою дружину». Коли з'явилися сенони, клузіанці відчули загрозу і звернулися до Риму по допомогу. Римляни послали трьох синів Марка Фабія Амбуста, одного з наймогутніших аристократів Риму, як послів. Вони сказали галлам, щоб вони не атакували Клузій, а якщо вони нападуть, римляни будуть битися, щоб захистити місто. Потім вони попросили домовитися про мир. Сенони погодилися на мир, за умови, що клузіанці дадуть їм землю. Була сварка, і почалася битва. Вступили римські посли. Один з яких убив вождя сенонів. Це було порушенням правила, згідно з яким посли мусили зберігати нейтралітет. Брати зайняли позиції й один із них також убив сенона. Галли відійшли, щоб обговорити, як діяти далі.
Лівій, 5.37: «…і все ж найбільший страх викликала в Римі стрімкість ворога: вийшло йому назустріч наспіх зібране військо, яке, не поспішаючи, зустріло його всього в одинадцяти милях від міста, там, де річка Аллія, по глибокій улоговині збігаючи з Крустумерійскіх гір, впадає в Тибр трохи нижче дороги. Не тільки попереду, але і навколо все вже було повно ворогів. Галли взагалі за своєю природою схильні робити безглуздий шум, тож тоді все повітря було наповнене моторошними звуками: це варвари видавали дикі крики і горланили люті пісні.» Галли взяли послів з пошаною, але категорично відмовилися залишити етрусків у спокої. На питання, за яким правом вони напали на друзів римського народу та вимагають у них землі, вождь галлів Бренн відповів: «Наше право в зброю, а для хоробрих чоловіків немає заборон».
Згідно з Діонісієм Галікарнаським, Лукум був королем міста. Він призначив опіку над своїм сином Арунсом. Коли син став парубком, він закохався в дружину Аруна та спокусив її. Скурботний Арунс вирушив в Галлію, щоб продати вино, оливки і інжир. Галли ніколи не бачили цих продуктів і спитали Арунса, де вони були зроблені. Він відповів, що вони принесені з великої і родючої землі, де живуть лише кілька людей, які не були добрими бійцями. Він порадив їм вигнати цих людей зі своєї землі і насолоджуватися цими плодами як своїми. Він переконав їх прийти до Італії, вирушити в Клузій і почати війну. Також Діонісій передбачає, що ці галли не вторгалися в Італію, і з самого початку були в Галлії. Коли Квінт Фабій, один з римських послів, вбив галльського вождя, галли хотіли, щоб брати були передані їм, щоб заплатити за чоловіків, яких вони вбили.

## Чисельність військ противників
Число бійців, які брали участь у бою, точно не відоме. Плутарх писав, що римляни не перевищували кількість галльських бійців і мали 40 000 чоловік, більшість з яких були нетренованими та ненавченими до зброї. Діонісій Галікарнаський писав, що в римлян були чотири добре навчені легіони та ополчення з нетренованих селян, яке було більшим за легіони. Це дає приблизну цифру в 35 000. Діодор Сицилійський писав, що в римлян були 24 тис. чоловіків. Лівій не дав ніяких фігур. За оцінками сучасних істориків Кері та Скалларда, у римлян було 15 тис. чоловіків, а в галлів — 30–70 тис. Пітер Берресфорд Елліс дає оцінку як мінімум 24 тисяч, виходячи з припущення, що «у римлян були… чотири легіони — кожен консул мав по два легіони під своїм командуванням — і при цьому кожен легіон мав 6000 чоловіків». Він вважає, що «племінна армія сенонів навряд чи може перевищувати 12 тисячі».
Необхідно також розглянути розмір населення Риму в той час. У свої ранні часи Рим ще був лише містом-державою регіонального значення, територія якого не простягалася більш ніж на 50 км від міста. Корнелл зауважує, що оцінки населення Риму наприкінці VI ст. до н. е., враховуючи розмір її території, були в діапазоні 25–50 тис., і вважає, що найімовірною цифрою є 25–40 тис.
Археологічні дані вказують, що в V ст. до н. е. у Римі стався економічний спад. Це б перешкоджало значному зростанню населення. На початку IV ст. до н. е. територія Риму зросла на 75 %, але більша частина цього збільшення пояснюється нещодавнім завоюванням міста Вейї та їхньої території, але його населення не мало римського громадянства, що було обов'язковим для служби в римській армії. З цих міркувань, малоймовірно, що розмір населення римських громадян був би достатньо великим, щоб забезпечити 24 тис. або більше солдатів під час битви під Алією.

## Хід битви
Існують лише два стародавні джерела, які містять деталі бою. Одне з них написав Лівій, а інше — Діодор Сицилійський.
Згідно з Лівієм, в Римі жодних спеціальних заходів не було вжито, а ополчення «не було більшим, ніж зазвичай у звичайних кампаніях». Галли так швидко рушили на Рим, що аж «вразили Рим своєю швидкістю, з якою вони рушили, що проявляється як поспіхом при зборі армії, начебто вони зіткнулися з нагальним моментом надзвичайної ситуації та труднощами у досягненні будь-чого подальшого».

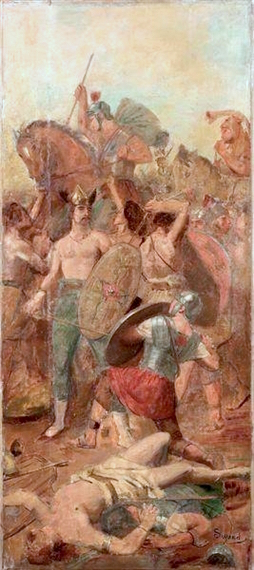
Битва при Алії

Битва відбулася 18 липня 390 р. до н. е. (за Марком Теренцієм Варроном) на Соляній дорозі біля річки Алія при її впадінні в Тибр, неподалік від Риму. Консулярні трибуни проявили дивовижну безтурботність, не зміцнивши табір, розтягнувши бойовий стрій так, що той у центрі ледь стулявся. А резерв поставили на пагорбі з правого флангу. Саме він і став причиною трагедії. Вождь галлів Бренн саме проти нього звернув всю міць свого війська, боячись, що римляни спробують хитрістю зайти йому у фланг і тил.
Атака галлів була стрімка і відразу ж розтрощила стрій римлян. Лише резерв деякий час протримався на пагорбі. Інші ж, щойно почувши крики збоку і з тилу, почали тікати раніше, ніж побачили ворога. Як повідомляє про цю ганебну втечу Тит Лівій, «ніхто не загинув у битві, всі вбиті були вражені в спину, коли почалася тиснява, а штовханина ускладнювала втечу». Страшна різанина сталася на березі Тибру, куди, покидавши зброю, бігли всі воїни лівого флангу. Багато хто кидався в воду, де тонули під вагою броні. Плутарх описує цю подію так: «Відійшовши від міста на дев'яносто стадій, римляни розбили табір біля річки Аллії неподалік від впадання її в Тибр. Тут вони дочекалися появи варварів і, вступивши з ними в безладний і тому ганебний для себе бій, були звернені у втечу. Ліве крило римлян кельти відразу скинули в річку та винищили, ті ж, що займали праве крило, очистивши під натиском ворога рівнину і піднявшись на пагорби, зазнали набагато меншої шкоди. Головна їх частина вислизнула з рук супротивника і кинулася в Рим, інші ж, — деяким вдалося врятуватися завдяки тому, що вороги втомилися вбивати, — вночі бігли в Вейї, думаючи, що Рим був повністю знищений.» Давньогрецький історик Діодор Сицилійський заявив, що римляни пройшли шлях, перетнули річку Тибр. Він єдиний давній історик, який поставив битву на правий берег річки. Вони вишикували свої найкращі війська, 24000 чоловіків, на рівнині і розмістили найслабші війська на пагорбі. Кельти також вишикувалися та розмістили своїх найкращих чоловіків на пагорбі і легко виграли там зіткнення. Основна ж частина римських солдатів на рівнині безладно бігла до річки та перешкоджала один одному. Кельти вбили людей у тилу. Деякі римляни намагалися перетнути річку, не знявши броні, яка, за словами Діодора, коштувала більше, ніж їхнє життя, але це заважало їм. Дехто потонув, а дехто з них зміг добратися до іншого берега. Коли галли продовжили вбивати римлян, солдати потім кинули зброю та пливли через річку. Галли кидали на них свої списи. Більшість тих, хто вижив, утекли до Вейїв. Дехто повернувся до Риму і повідомив, що їхня армія була знищена.

## Наслідки

### За Лівієм
Лівій детально розповідає про події, що відбувались після битви. Галли були приголомшені своєю раптовою та надзвичайною перемогою і якийсь час не рухалися з місця битви. Вони позбавлялись мертвих, як це прийнято для них. Коли вони не бачили жодної ворожої дії, то вирушили до Риму до заходу сонця. Вони побачили, що міська брама були відкрита, і що стіни були незахищені. Це був ще один сюрприз. Вони вирішили уникнути нічної битви в невідомому місті, тож отаборилися між Римом та річкою Аніо. Римляни не знали, що більшість солдатів їх розбитої армії утекли не до Риму, а до Вейїв і вважали, що в битві вижили тільки ті, хто повернувся назад у Рим і що в них залишилась лише мізерна частина від колишньої армії. У місті почалася паніка. Розуміючи, що вони беззахисні, римляни вирішили відправити чоловіків призовного віку, працездатних сенаторів та їх сім'ї на Капітолійський пагорб із зброєю та провізією, щоб захистити фортецю. Фламін Квіріна та весталки, які були служителями культу, мусили зібрати «священні предмети» та продовжувати проводити свої священні ритуали. Ситуація була настільки страшною, що люди похилого віку були залишені в місті, а колишні консули залишилися з ними, щоб примирити їх зі своєю долею. Багато людей втікли пагорб Янікул недалеко від міста, а потім розбіглися по селах та інших містах. Фламін і весталки могли взяти лише деякі священні предмети, тож вирішили закопати решту під капелою біля будинку фламіна. Вони вирушили на Янікул із тим, що могли донести. Луцій Альбін, який покидав місто на возі, побачив, як вони йдуть. Він наказав своїй дружині та дітям злізти і відправив фламіна та весталок із їхніми священними предметами до Цере, етруського міста на узбережжі, яке було союзником Риму.
Державні чиновники вирішили зустріти свою долю, одягнувши свій урочистий одяг та «знаки їх колишнього звання, честі та відзнак». Вони сиділи на стільцях зі слонової кістки біля своїх будинків. На наступний день сенони ввійшли до міста. Вони пройшли через відкриту Коллінську браму та пішли на Римський Форум. Вони нікого не зустріли. Люди переїхали в інші будинки. Галли пізніше повернулися на Форум. Лівій досить детально розповів про зустріч галлів із старими патриціями: «Будинки плебеїв були забарикадовані, але зали патриціїв стояли відкритими, але вони відчували велику невпевненість в тому, щоб увійти у відчинені будинки, ніж ті, які були зачинені. Вони дивилися з почуттям справжньої пошани на людей, які сиділи на портиках своїх особняків не тільки через надлюдську пишноту їхнього одягу і всього їхнього ставлення та поведінки, а й через величний вираз їхніх облич. Тому вони стояли, дивлячись на них, як на статуї, доки, як стверджується, один з патриціїв, М. Папірій, спровокував галлів, вдаривши по голові галла, який почав гладити його бороду, своєю палицею зі слонової кістки. Він став першим, кого вбили галли. Інших повбивали в своїх стільцях. Після цього галли вже не залишали нікого в живих; всі будинки було розграбовано, а потім підпалено.»

### За Діодором Сицилійським
Діодор набагато менш докладно описав ті події. Він зазначав, що сенони провели перший день після битви біля Алії, відрубуючи голови мертвих, що, за його твердженням, було їх звичаєм. Потім вони отаборилися біля Риму на два дні. Тим часом відчайдушні жителі Риму вважали, що вся армія була знищена і що не було жодних шансів на опір. Багато хто повтікав в інші міста. Лідери міста перенесли продовольство, золото, срібло та інше майно на Капітолійський пагорб, який потім був зміцнений. Сенони вважали, що шум у місті означав, що римляни готували пастку. Проте на четвертий день вони розбили міську браму та почали грабувати місто. Вони робили щоденні напади на Капітолій, але не завдали шкоди будь-яким цивільним особам. Вони потерпіли багато жертв, і знаючи, що не зможуть узяти пагорб силою, вони вирішили взяти його в облогу.
Тим часом етруски вторглися на римську територію навколо Вейїв, захоплюючи полонених. Римські солдати, які втекли до Вейїв, застали їх зненацька, змусили тікати, захопили їхній табір, повернули награбоване та взяли велику кількість зброї. Римляни відновили армію, позбирали людей, які розійшлися по селах, коли вони втекли з Риму, і вирішили допомогти обложеним на Капітолії. Коміній Понтій був відправлений як посланець на Капітолій, щоб розповісти римлянам про цей план, і що армія у Вейях готова до нападу. Понтій переплив річку Тибр і піднявся на скелю, на яку було важко піднятися. Після цього він повернувся до Вейїв. Галли помітили слід, який залишив Понтій, і піднялися на ту ж скелю. Римська охорона нехтувала своїм спостереженням, тож галлів ніхто не помітив. І тільки коли гуси з храму Юнони зашуміли, охоронці кинулися проти зловмисників.

### За Плутархом

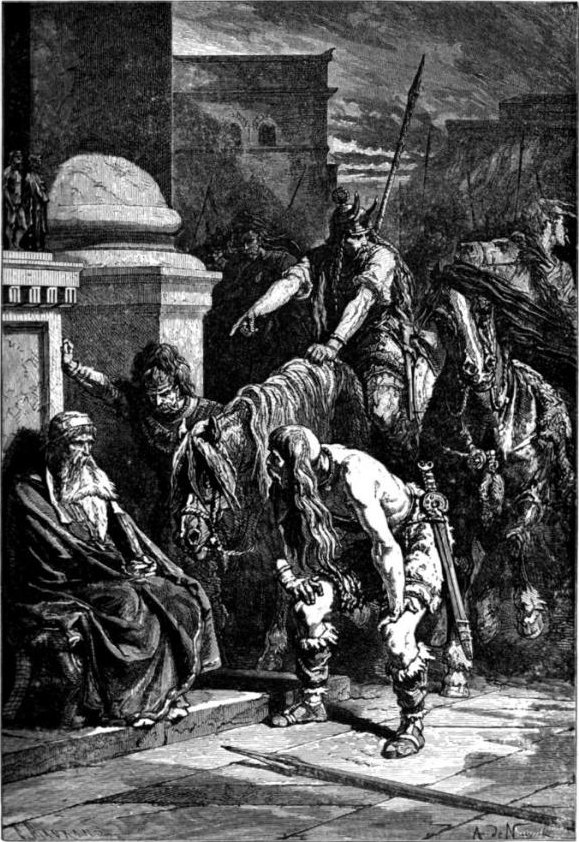
Галли в Римі

Плутарх описав більшу картину руйнувань і вбивств, ніж Лівій. Галли вирушили до Риму на третій день після битви. Брама була відчинена, а стіни були незахищені. Вони пройшли через Коллінську браму. Бренн оточив Капітолій і пішов на Форум. Він був здивований, побачивши чоловіків, що мовчки та без страху сиділи на відкритому повітрі, коли вони наблизилися, «спершись на свої жердини і дивлячись один на одного». Галли не насмілювалися наблизитися та доторкнутися до них, сприймаючи їх як вищих істот. Однак, один з них набрався хоробрості і погладив довгу бороду Папірія Марка, який у відповідь сильно вдарив його по голові своєю палицею. Тоді галли вбили всіх людей, а далі грабували і спалювали будинки протягом багатьох днів. Захисники Капітолія не здалися та відбили напад. Галли вбивали всіх, кого вони захопили, включаючи жінок, дітей і людей похилого віку. Плутарх писав, що галли ввійшли в Рим незадовго після липневих ід (після 15 липня), а пішли в лютневі (13 лютого), і що облога тривала сім місяців.
Плутарх також писав, що деякі галли досягли Ардеї і що Марк Фурій Камілл згуртував місто проти них і напав на них. Дізнавшись про це, сусідні міста закликали озброювати людей призовного віку, особливо римлян, які бігли в Вейї. Вони хотіли, щоб Камілл був їхнім командиром, але відмовився зробити це до того, як він був законно обраний. Потім Плутарх передав історію про Понтія Комінія та його місію на Капітолій. Він не міг перетнути міст через Тибр, тому що галли охороняли його, тому він переплив річку та попрямував до брами Карменти. Коли він досяг вершини Капітолія, сенат призначив Камілла диктатором. Камілл зібрав солдатів серед союзників і вирушив до Вейї, де було 20 000 солдатів.